# Mô hình Fed

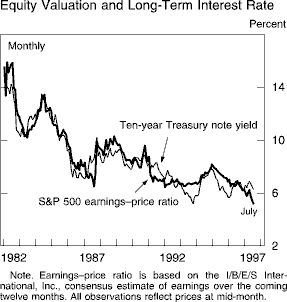
Đồ họa gốc từ báo cáo của Humphrey-Hawkins ngày 22 tháng 7 năm 1997

Mô hình Fed là một lý thuyết về định giá vốn chủ sở hữu mà có ứng dụng rộng rãi trong cộng đồng đầu tư. Mô hình so sánh lợi suất thu nhập của thị trường chứng khoán (E/P) với lợi suất trái phiếu chính phủ dài hạn. Ở dạng mạnh nhất, mô hình Fed tuyên bố rằng trái phiếu và thị trường chứng khoán ở trạng thái cân bằng và có giá trị tương đối, khi lợi tức thu nhập trong tương lai một năm bằng với lãi suất trái phiếu kho bạc 10 năm {\displaystyle (Y_{\text{10}})}:
{\displaystyle {\frac {E}{P}}=Y_{\text{10}}}
Mô hình này thường được sử dụng như một công cụ đơn giản để đo lường mức độ hấp dẫn của vốn chủ sở hữu và để giúp phân bổ vốn giữa vốn chủ sở hữu và trái phiếu. Ví dụ, khi lợi tức thu nhập vốn chủ sở hữu cao hơn lãi suất trái phiếu chính phủ, các nhà đầu tư nên chuyển tiền từ trái phiếu sang vốn chủ sở hữu. Mô hình Fed được đặt tên bởi Ed Yardeni, tại Deutsche Morgan Grenfell, dựa trên một tuyên bố trong báo cáo Humphrey-Hawkins ngày 22 tháng 7 năm 1997  do Cục Dự trữ Liên bang đưa ra cảnh báo:
Thay đổi trong tỷ lệ này [P / E của chỉ số S & P 500] thường liên quan nghịch với thay đổi lợi suất Kho bạc dài hạn, nhưng mức tăng giá cổ phiếu năm nay không tương xứng với lãi suất ròng giảm đáng kể. Do đó, lãi suất trái phiếu kho bạc mười năm hiện vượt quá tỷ lệ thu nhập 12 tháng trước so với giá lớn nhất kể từ năm 1991, khi thu nhập bị suy thoái do suy thoái kinh tế.
Mô hình Fed chưa bao giờ được Fed xác nhận chính thức, nhưng cựu chủ tịch Fed Alan Greenspan  dường như đã đề cập đến nó trong hồi ký của mình: Sự giảm lãi suất dài hạn thực tế (điều chỉnh lạm phát) đã xảy ra trong thời gian qua hai thập kỷ đã gắn liền với tỷ lệ giá trên thu nhập tăng đối với cổ phiếu, bất động sản và trên thực tế là tất cả các tài sản thu nhập có thu nhập. Lợi tức trái phiếu so với lợi suất vốn chủ sở hữu đã được sử dụng trong thực tế từ lâu trước khi Fed công bố biểu đồ và Yardeni đặt tên cho nó. Một biến thể của điều này, đầu tiên là lợi suất trái phiếu AAA dự kiến từ khảo sát Blue Chip so với lợi tức thu nhập chuyển tiếp trên S & P 500, và sau đó so với Kho bạc 10 năm được Dirk van Dijk phát triển tại I/B/E/S vào giữa những năm 1980.

## Ủng hộ
Mặc dù không nhất trí, đã có sự đồng thuận rộng rãi trong cộng đồng đầu tư phi học thuật rằng so sánh cơ bản theo mô hình Fed là hợp lệ. Một số đối số được liệt kê bởi các tác giả khác nhau ủng hộ mô hình Fed:

### Đối số tài sản cạnh tranh
Cổ phiếu và trái phiếu là các loại tài sản cạnh tranh cho các nhà đầu tư. Khi cổ phiếu mang lại lợi nhuận cao hơn trái phiếu, các nhà đầu tư nên đầu tư vào cổ phiếu tốt hơn. Khi các quỹ chảy từ trái phiếu vào cổ phiếu trên quy mô lớn, lợi tức của trái phiếu sẽ tăng và lợi suất của cổ phiếu giảm, cho đến khi đạt được trạng thái cân bằng mô hình Fed.

### Giá trị hiện tại
Một lập luận khác thường được đề cập có lợi cho mô hình Fed là giá trị hiện tại của cổ phiếu phải bằng tổng dòng tiền chiết khấu trong tương lai. Tỷ lệ trái phiếu chính phủ có thể được coi là một ủy quyền cho lãi suất phi rủi ro. Khi lãi suất trái phiếu chính phủ giảm, lãi suất chiết khấu giảm và giá trị hiện tại tăng. Và điều này ngụ ý rằng khi lãi suất giảm, E/P cũng giảm.

### Dữ liệu lịch sử
Một trong những lập luận hấp dẫn nhất ủng hộ mô hình Fed là gần 30 năm dữ liệu từ chỉ số S & P 500 cho thấy mối tương quan cao giữa hai tham số. Ví dụ, Salomons  cho thấy mối tương quan 75% trong giai đoạn 1995-2002. Tuy nhiên, trong giai đoạn 1881-2002, mối tương quan chỉ là 19% và trong những năm gần đây, mối tương quan đã bị phá vỡ hoàn toàn.

### Người dùng
MoneyWeek (28 tháng 4 năm 2010) lập luận rằng
"Mô hình Fed quan trọng bởi vì những người quan trọng sử dụng nó. Các nhà phân tích trên bảng, từ JP Morgan, đến ING, đến Prudential - tôi có thể tiếp tục và sử dụng mô hình Fed trong tính toán của họ.... Thực tế là, những người chơi thị trường có ảnh hưởng nắm lấy mô hình Fed. Cho dù họ thực sự tin vào nó hay không là không quan trọng. Kết quả cuối cùng là mô hình Fed là một công cụ định giá quan trọng mà các nhà đầu tư nổi bật sử dụng để kiểm tra xem họ nên mua cổ phiếu hay trái phiếu. Và khi những điểm uốn đó xuất hiện, thị trường di chuyển. Bởi vì khi những người ủng hộ nói rằng đã đến lúc mua, một làn sóng các lệnh giao dịch được đặt ra. "

### Lạm phát và ảo tưởng tiền bạc
Clifford Asness  lập luận rằng các nhà đầu tư thực sự thiết lập P/E trên thị trường chứng khoán dựa trên lãi suất danh nghĩa (xem thêm những lời chỉ trích dưới đây) nhưng họ đã làm như vậy là do lỗi. Bằng cách nhầm lẫn các nhà đầu tư thực tế và danh nghĩa phải chịu 'ảo tưởng tiền bạc'. Asness 'chiến đấu với mô hình Fed' như một mô hình quy phạm nhưng thừa nhận rằng mô hình đó có hiệu lực mô tả nhất định và như một mô hình tích cực không thể bị loại bỏ. Các tác giả khác coi lạm phát là động lực thúc đẩy mô hình Fed nhưng đưa ra giả thuyết rằng đó không phải là sự ngu ngốc của nhà đầu tư mà là quy tắc kế toán  hoặc rủi ro của nhà đầu tư trong thời kỳ lạm phát  gây ra trạng thái cân bằng mô hình của Fed.

## Chỉ trích
Sự chỉ trích về mô hình Fed rất gay gắt và một số bài báo với các tiêu đề sáng tạo đã được xuất bản bởi các học viện như "The fed model: The bad, the worse, and the ugly" và "Fight the FED model". Các học giả đã kết luận rằng mô hình này không phù hợp với định giá hợp lý của thị trường chứng khoán.

### Thiếu hỗ trợ lý thuyết
Đối số tài sản cạnh tranh được liệt kê ở trên lập luận rằng chỉ khi cổ phiếu có lợi suất tương đương trái phiếu chính phủ, cả hai loại tài sản đều hấp dẫn như nhau đối với các nhà đầu tư. Nhưng lợi suất thu nhập (E/P) của một cổ phiếu không mô tả những gì một nhà đầu tư thực sự nhận được vì không phải tất cả thu nhập được trả cho nhà đầu tư. Và làm thế nào để trái phiếu doanh nghiệp (với lợi suất cao hơn lãi suất trái phiếu chính phủ) phù hợp với bức tranh này? Một số giả định cần phải được thực hiện để đi từ mô hình chiết khấu cổ tức tăng trưởng liên tục sang mô hình Fed. Estrada bắt đầu với mô hình tăng trưởng Gordon 
{\displaystyle P={\frac {D(1+G)}{R_{\text{f}}+RP-G}}}
Trong đó P là giá hiện tại và D cổ tức hiện tại, G là tốc độ tăng trưởng dài hạn dự kiến, {\displaystyle R_{\text{f}}} lãi suất phi rủi ro (ghi chú kho bạc 10 năm) và RP phí bảo hiểm rủi ro vốn chủ sở hữu. Nếu bây giờ giả định rằng 100% thu nhập được trả dưới dạng cổ tức (D = E), tốc độ tăng trưởng bằng 0 và phí bảo hiểm rủi ro vốn chủ sở hữu cũng bằng 0, người ta sẽ có mô hình Fed: E/P={\displaystyle R_{\text{f}}}. Ba giả định có vẻ không thực tế nhất. Nó cũng được chỉ ra rằng mô hình Fed so sánh cường độ thực (E / P) với lãi suất danh nghĩa. Lạm phát sẽ ảnh hưởng đến lợi suất trái phiếu, nhưng không ảnh hưởng đến lợi nhuận.

### Lựa chọn dữ liệu và thị trường quốc tế
Trạng thái cân bằng mô hình Fed chỉ được quan sát trong một thị trường và trong một thời gian giới hạn. Cụ thể hơn, mối quan hệ được quan sát cho chỉ số S & P 500 trong khoảng từ ~ 1980 đến ~ 2005 nhưng dữ liệu ngoài cửa sổ thời gian này hoặc ở các thị trường quốc tế khác nhau không hiển thị cùng một mẫu. Mối tương quan giữa lợi suất thu nhập và lợi suất trái phiếu chính phủ chỉ là 19% trong giai đoạn 1881.2002. Trong khoảng thời gian từ 1999 đến 2010 đã được báo cáo là Nhận0.80 có ý nghĩa thống kê . Cân bằng mô hình Fed đặc biệt dường như bị phá vỡ trong thời kỳ khủng hoảng tài chính năm 2008, khi lợi suất trái phiếu kho bạc 10 năm đạt mức thấp nhất mọi thời đại ở mức 2,4% trong khi lợi nhuận của S & P 500 đạt mức cao nhất 20 năm hơn 8%, khoảng cách 6 điểm phần trăm. Và một nghiên cứu về dữ liệu quốc tế cho thấy trạng thái cân bằng mô hình của Fed chỉ hiển thị ở 2 trong số 20 thị trường quốc tế được đánh giá. Dường như sự hỗ trợ theo kinh nghiệm cho mô hình Fed sau đó dựa trên bằng chứng được lựa chọn cẩn thận và hạn chế.

### Thiếu sức mạnh dự đoán
Nếu mô hình Fed thực sự là một lý thuyết định giá vốn chủ sở hữu với tính hợp lệ mô tả, thì nó có thể xác định các tài sản có giá trị quá cao và dưới giá trị. Nhưng hóa ra mô hình Fed không có sức mạnh để dự báo lợi nhuận cổ phiếu dài hạn. Các phương pháp đầu tư giá trị truyền thống chỉ sử dụng P / E của thị trường có hiệu quả cao hơn đáng kể so với mô hình của Fed.
Lấy ví dụ Tom Lauricella đã áp dụng mô hình Fed cho chỉ số S & P500 vào ngày 19 tháng 1 năm 2008  Anh viết:
Với sự suy giảm của tuần trước, các cổ phiếu trong chỉ số 500 cổ phiếu của Standard và Poor đang giao dịch ở mức 13 lần thu nhập dự kiến của họ trong năm 2008. Tháng 6 năm ngoái, khi chỉ số S & P cao hơn 12% so với hiện tại, cổ phiếu đã được định giá gấp 14,2 lần thu nhập của năm nay. Trong khi đó, với một cuộc suy thoái của Mỹ hiện đang được kỳ vọng rộng rãi và Cục Dự trữ Liên bang cho rằng có khả năng cắt giảm lãi suất ngắn hạn hơn nữa, lãi suất của Kho bạc Hoa Kỳ đã giảm mạnh. Trái phiếu kho bạc 10 năm đang mang lại 3,64%, mức thấp nhất kể từ tháng 7/2003 và giảm từ 3,81% một tuần trước.
Do đó, lợi suất chuyển tiếp của S & P500 (1/13 = 7,69%) cao hơn năng suất trái phiếu kho bạc 10 năm (3,64%), cho thấy S & P500 bị định giá thấp đáng kể. Tuy nhiên, trong mười hai tháng tới, chỉ số S & P500 đã giảm từ 1.325,19 (ngày 18 tháng 1 năm 2008) xuống 805,22 điểm (ngày 20 tháng 1 năm 2009), giảm hơn 39%.